# ヨネザワ
株式会社ヨネザワ（英: Yonezawa Co.,Ltd.）は熊本県熊本市中央区に本社を構え、九州7県と山口県・宮城県に店舗展開する眼鏡専門店「メガネのヨネザワ」・「ヨネザワコンタクト」を運営する企業。
眼鏡専門店のほかにも、異業種経営や企業再生も手がける。

## 沿革
- 1974年5月22日 - 会社設立。
- 1992年4月1日 - 社名を「メガネのヨネザワ」から「ヨネザワ」に変更[1]。
- 1999年 - NTTドコモの販売店事業を、100%子会社「株式会社ドゥ.ヨネザワ」として分離独立させる。

## 主な取引先・銀行
- HOYA
- 愛眼
- シャルマン
- 内田屋
- メニコン
- クーパービジョン
- ジョンソン・エンド・ジョンソン
- シード
- ボシュロム
- ジャムコン
- 日本アルコン
- 熊本銀行
- みずほ銀行
- 三菱UFJ銀行

## 関連会社

### 完全子会社
- 株式会社ドゥ.ヨネザワ（NTT移動体通信機器販売店）
- 株式会社アドコム（広告代理店業）
- ヨネザワヒヤリングエイド株式会社（補聴器卸・販売）
- 城南観光株式会社（ゴルフ場、温泉施設運営）
- 株式会社ゴルフ・ドゥ・九州（ゴルフリサイクル、ゴルフ用品小売）
- 有限会社ヨネザワシステム（電気、空調、通信設備など設計施工）

### 一部出資会社
- 株式会社シュテルン熊本（メルセデス・ベンツ正規ディーラー）
- 株式会社モトーレンフロイデ（BMW・MINI正規ディーラー）
- 株式会社ケアサロンイマージュ（ボディケア・フットマッサージ）
- 株式会社フレッシュハーツ（映像企画・制作プロダクション）
- 株式会社ネットランドジャパン（インターネット通信販売）
- 株式会社ヨネザワホールディングス（建物清掃業、不動産業）
- ヨネザワネット株式会社（調剤薬局）
- 株式会社佐賀中央コンタクト（メガネ・コンタクトレンズの販売）
- 株式会社クオリティ・ケア・ジャパン（有料老人ホーム）
- 株式会社美創（店舗内装業・不動産業）
- 日本ハウス工業株式会社（商業店舗の建築・設計）
- 社会福祉法人永幸福祉会（特別養護老人ホーム「風の木苑」）
- NPO法人盛徳舎（水前寺高等学園の運営）